# Lou Ferrigno, Jr.
Louis Jude Ferrigno Jr. est un acteur américain né le 10 novembre 1984 à Los Angeles. Il est surtout connu pour son rôle de Donovan Rocker dans la série télévisée S.W.A.T., en tant que chef d'équipe et officier décoré.
Il est également connu pour ses rôles dans les séries Nicky, Ricky, Dicky et Dawn, Teen Wolf et How I Met Your Mother. Il apparaît également dans The Rookie : Le Flic de Los Angeles et 9-1-1.

## Biographie
Ferrigno Jr. est né à Santa Monica, en Californie, fils de l'acteur et culturiste Lou Ferrigno et de l'actrice Carla (Green) Ferrigno. Il est célibataire.

## Filmographie

### Cinéma

#### Longs métrages
- 2012 : 1313 : Hercules Unbound ! de David DeCoteau : Zeus
- 2012 : 1313 : Night of the Widow de David DeCoteau : Konner
- 2017 : Muse de Jaume Balagueró : Jason Block
- 2017 : Urban Myths : M. Mandl
- 2017 : Anabolic Life : Officier Killian
- 2019 : Nation's Fire de Thomas J. Churchill : Visage pâle
- 2019 : The Experience : Michael
- 2020 : Legend of the Muse de John Burr : Jason Block
- 2020 : Maison d'amis de Sam Macaroni : Kip Werner
- 2021 : Dreamcatcher de Jacob Johnston : Colton
- 2021 : Final Frequency de Tim Lowry : Frank Jones
- 2022 : Nightshade de Landon Williams : Inspecteur Ben Hays
- 2022 : Resisting Roots de Louise Alston : Trent
- 2022 : Blackout de Sam Maccarone : l'agent Jackson Jacobs
- 2024 : Impulse de Patrick Flaherty : David Gilligan

#### Courts métrages
- 2014 : Basically de Ari Aster : Amoureux de la plage
- 2014 : The Hunter Games : Big Jackson
- 2017 : The Choice : Mark
- 2018 : Wrong Side of 25 de Kaylen Davidson : Todd

### Télévision
- 2013-2014 : How I Met Your Mother : Louis (3 épisodes)
- 2014 : Teen Wolf : Adjoint Haigh (2 épisodes)
- 2014 : NCIS : Enquêtes spéciales : Dave Lancellotti
- Depuis 2017 : S.W.A.T. : Donovan Rocker
- Depuis 2020 : Outer banks : Ryan
- 2018-2019, depuis 2024 : 9-1-1 : Tommy Kinard (récurrent saison 2 et depuis la saison 7)